# Кобахідзе Олександр Автандович
Олекса́ндр Авта́ндович Кобахі́дзе (груз. ალექსანდრე ავთანდილის ძე კობახიძე; нар. 11 лютого 1987, Тбілісі, Грузинська РСР СРСР) — грузинський футболіст, півзахисник. Відомий виступами у складі національної збірної Грузії.

## Клубна кар'єра

### Ранні роки
Вихованець грузинського футболу, на дорослому рівні дебютував 2006 року у складі тбіліського «Динамо», разом із яким став віце-чемпіоном Грузії 2006 року.

### «Дніпро»
2007 року переїхав до України, уклавши контракт із дніпропетровським «Дніпром». У Прем'єр лізі України за «Дніпро» провів один матч (22 березня 2008 року проти «Закарпаття»), згодом грав виключно у дублювальному складі команди.

### Оренда в «Кривбас»
Наприкінці липня 2009 року на правах оренди перейшов до криворізького «Кривбаса», у якому регулярно залучався до основного складу команди.

### Оренда в «Арсенал» (Київ)
На початку 2011 року повернувся з оренди, проте не зміг зацікавити тренерський штаб «Дніпра» й був знову відданий до оренди, цього разу до київського «Арсенала». У складі «канонірів» також став основним півзахисником команди та дебютував у єврокубках.

### Повернення в «Дніпро»
На початку 2013 року разом з іншими орендованими гравцями Євгеном Шаховим та Еріком Матуку повернувся у «Дніпро». 10 березня 2013 року дебютував за «Дніпро» в матчі чемпіонату проти «Говерли», вийшовши на 76 хвилині замість Євгена Селезньова. Надалі не зміг закріпитися в основній команді, лише інколи виходячи на поле.

### Оренда в «Волинь»
У липні 2014 року разом з одноклубниками Євгеном Бохашвілі, Валерієм Федорчуком та Русланом Бабенком перейшов на правах оренди в луцьку «Волинь». Дебютував за лучан 26 липня в матчі проти «Іллічівця», у якому відіграв усі 90 хвилин.

### «Ворскла»
3 липня 2016 року було офіційно оголошено про підписання контракту між гравцем та полтавською «Ворсклою».

### Фіаско в «Гезтепе»
У січні 2017 року став гравцем турецького клубу «Гезтепе». Дебютував 18 січння у грі Кубку Туреччини проти «Сівасспора». Після цього зіграв ще 5 матчів і не забив жодного голу. 

### Повернення в «Ворсклу»
В Туреччині у грузина не склалося, і в серпні 2017 Кобахідзе повернувся до «Ворскли», підписавши контракт на один рік з можливістю пролонгації ще на сезон.

## Кар'єра в збірнії
Виступав за молодіжну збірну Грузії.
З 2006 по 2018 року був гравцем збірної Грузії. Всього у складі національної збірної Грузії провів 35 матчів, забив 3 м'ячі.